# 2000 год в политике России
В 2000 году в России состоялись выборы президента, на которых одержал победу Владимир Путин.

## Март

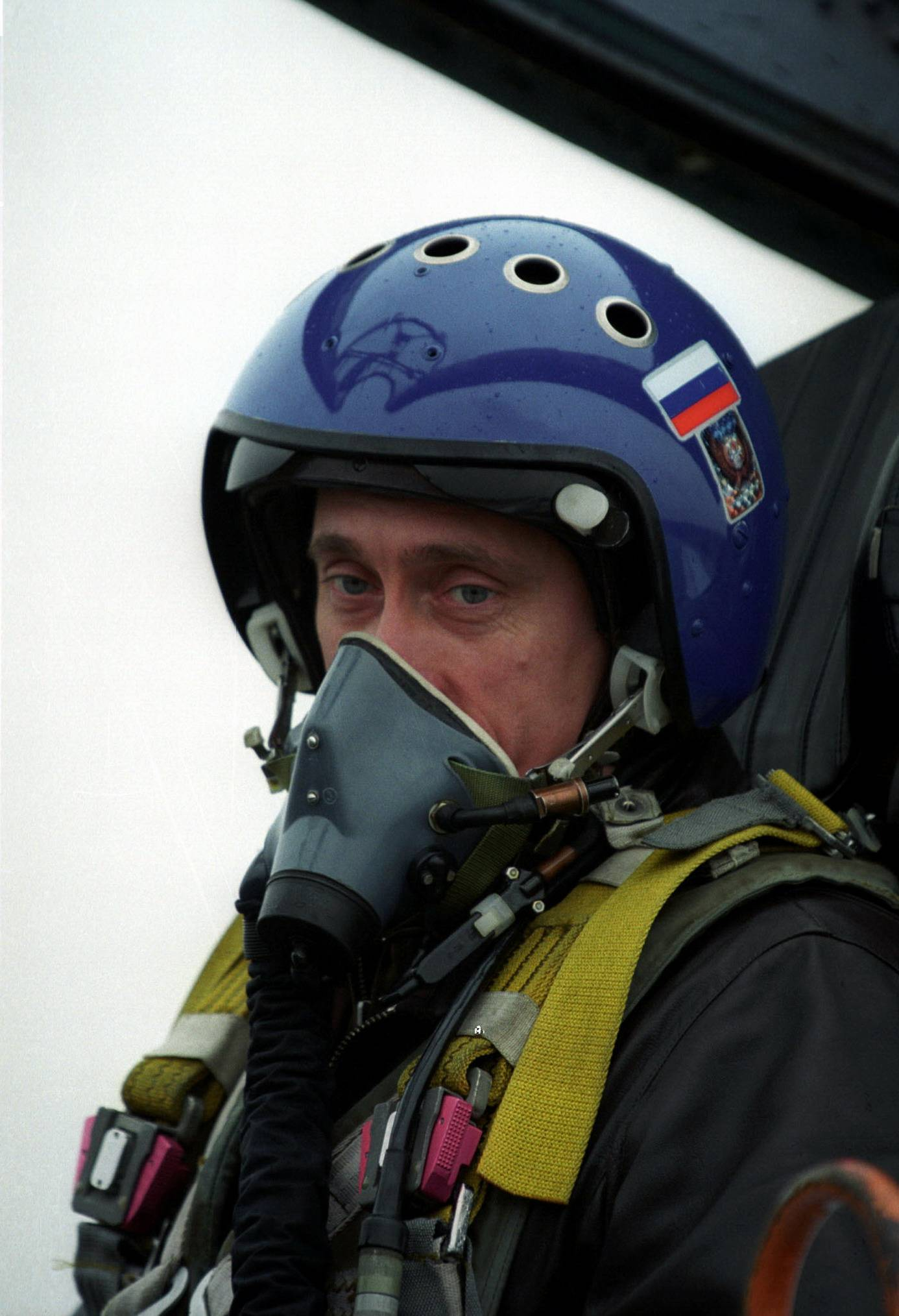
Утром 20 марта, за неделю до выборов Владимир Путин совершил перелёт из Краснодара в Чечню на учебно-боевом истребителе Су-27

- 26 марта состоялись досрочные выборы президента России. Уже в первом туре победил Владимир Путин, получив 52,94 % голосов избирателей, участвовавших в выборах (более 39,7 млн человек). Его основной соперник Геннадий Зюганов получил 29,21 %[1][2]

## Май
- 13 мая были созданы федеральные округа в соответствии с Указом Президента России В. В. Путина № 849 «О полномочном представителе Президента Российской Федерации в федеральном округе»[3]

## Июль
- 8 июля Владимир Путин впервые обратился к Федеральному собранию с ежегодным посланием, темами которого стали «реформа власти, свободный рынок, эффективное государство, диктатура закона».[4]

## Август
- 5 августа Владимир Путин подписал вторую часть Налогового кодекса, по которому вводилась единая 13-процентная ставка подоходного налога.
- 12 августа в Баренцевом море потерпела катастрофу и затонула атомная подводная лодка «Курск». Погибли 118 человек. 23 августа в России был объявлен день траура.
- 27 августа — 28 августа произошёл пожар в Останкинской телебашне. В результате пожара погибли три человека, вещание большинства российских телеканалов на Москву и Московскую область было приостановлено.